# Flamenco A Go-Go
„Flamenco A Go-Go“ ist das zweite Album des Gitarristen und Songwriters Steve Stevens, der vor allem durch seine langjährige Zusammenarbeit mit Billy Idol bekannt ist. Es wurde in seinem Heimstudio aufgenommen und ist größtenteils ein Instrumentalalbum mit einigen Gesangsabschnitten.

## Musikalische Genres und Einflüsse
Trotz des Titels handelt es sich bei dem Album nicht um ein traditionelles Flamenco-Album.
Stevens berichtete, er habe sich von dem bekannten Flamenco-Gitarristen Paco de Lucía inspirieren lassen, nachdem er ihn live gesehen hatte. Das Album enthält akustische spanische Gitarre, weicht aber auch vom Flamenco-Genre ab, indem es E-Gitarre, Drum-and-Bass-Loops, Elektronik, Ambient-Sounds und Midi-Equipment einbezieht. Es enthält Beiträge der Session-Musiker Greg Ellis (Schlagzeug) und Vinnie Colaiuta (Schlagzeug).
Am Klavier wirkte der bekannte britische Musiker Howard Jones mit.

## Titelliste
Track 8 wurde live im Yokohama-Stadion aufgenommen.
| Nr. | Titel                  | Länge |
| 1   | Flamenco.A.Go.Go       | 5:16  |
| 2   | Cinecitta              | 4:58  |
| 3   | Our Man In Istanbul    | 6:12  |
| 4   | Letter To A Memory     | 5:19  |
| 5   | Feminova               | 3:50  |
| 6   | Velvet Cage            | 6:04  |
| 7   | Hanina                 | 5:50  |
| 8   | Dementia               | 6:39  |
| 9   | Twilight In Your Hands | 4:19  |
| 10  | Riviera                | 6:26  |